# Судный день II
Судный день II (англ. The Judgement Day II) — условное название поэмы из 304 строк на древнеанглийском языке, которая рассказывает о конце мира и Страшном суде. Она датируется приблизительно концом X в. Поэма обозначается как «Судный день II», чтобы отличить её от поэмы аналогичного содержания («Судный день I») в Эксетерской книге. Первый издатель текста, Дж. Р. Ламби назвал её Be domes dæge («О судном дне»).
Поэма является переводом латинской поэмы Беды Достопочтенного De Die Iudicii. Она сохранилась в составе кембриджской рукописи Cambridge Corpus Christi College 201 и тесно связана с двумя другими религиозными произведениями в том же манускрипте: «Побуждение к христианской жизни» и «Призыв к молитве». Как датировка, так и содержание рукописи тесно связывают её со святым Вульфстаном (ум. 1023), для проповедей которого были характерны призывы к покаянию. Подробный пересказ этого произведения содержится также в оксфордской рукописи Hatton 113 (раньше Junius 99); этот манускрипт связан с именем другого епископа Вульфстана (ум. 1095). Рукопись представляет собой сборник проповедей; проповедь, основанная на «Судном дне II» вводится пояснением: «Это целительное и необходимое пояснение для мирян, кои не знают латинского языка».

## Издания
- Lumby J.R. Be domes dæge, De die judicii, an Old English version of the Latin poem ascribed to Bede. London, 1876 онлайн
- The Old English Poem `Judgement Day II': A Critical Edition with Editions of `De die iudicii' and the Hatton 113 Homily `Be domes daege' / Ed. G.D. Caie. Cambridge, 2000 (Anglo-Saxon Texts 2) ISBN 0-85991-5700 (рецензия)